# Богданово (Рязанский район)
Богданово — деревня в Рязанском районе Рязанской области. Входит в Вышгородское сельское поселение.

## География
Находится в северо-западной части Рязанской области на расстоянии приблизительно 20 км на юго-восток по прямой от вокзала станции Рязань I.

## История
Деревня была отмечена уже на карте 1840 года как поселение с 22 дворами. В 1859 году здесь (тогда деревня Рязанского уезда Рязанской губернии) было учтено 23 двора, в 1897 — 53.

## Население
Численность населения: 208 человек (1859 год), 314 (1897), 51 в 2002 году (русские 98 %), 37 в 2010.